# ألون شتاين
ألون شتاين مواليد 4 يناير 1978، هو لاعب كرة سلة ألماني بدأ مسيرته الاحترافية في سنة 1995. يبلغ طوله 6 قدم 2 بوصة (1.9 م).

## فرق لعب لها
- هبوعيل تل أبيب
- راتيوفارم أولم
- إسبارن بريمرهافن

## روابط خارجية
- ألون شتاين على موقع الاتحاد الدولي لكرة السلة (الإنجليزية)
- ألون شتاين على موقع كرة السلة الأوروبية.كوم (الإنجليزية)
- ألون شتاين على موقع ريلجم (الإنجليزية)
- ألون شتاين على موقع بروبوليرز (الإنجليزية)